# Іванків (Бориспільський район)
Іва́нків — село в Україні, у Бориспільській міській громаді Бориспільського району Київської області.

## Географія
Село розташоване вздовж автошляху М03 Київ — Харків за 8 км від Борисполя та за 10 км від залізничної станції Бориспіль.   На західній околиці села починається об'їзний автошлях навколо міста Борисполя.

## Історія
Назва Іванків, за переказами, походить від імені першого поселенця Івана Ламаша. На території села проводилися археологічні дослідження. Найдавніші знахідки, виявлені тут, належать до доби міді — бронзи: в основному це кераміка. Між Іванковом та Борисполем досліджено п'ять скіфських курганів. Поблизу колишньої затоки річки Альти — Любки, на північ від Кучаківського шляху виявлено давньоруське городище XII—XIII століть, а неподалік давньоруське селище.
В історичних джерелах перша згадка про Іванків сягає 1508 року. Село згадується в «Актах, относящихся к истории Южной и Западной России». У цих актах наводиться "Купчая запись на Полукнязевскую землю, проданную Киевскому Пустинному Николаевскому монастырю королевским толмачом Солтаном Албеевичем 1508 года августа 13 дня: «… а тая земля есть од Киева за Днепром, а прислухала к Халепью, на имя Полукнязевская, й за речку пошла за Черницу, и с Савою с Русановичами судерев, и Иванковцы судерев».
У 1552 році Іванків належав до Київського замку. 1590 року польський сейм ухвалив рішення про передачу не зайнятих земель в Україні «панам молодцям запорозьким». За цим рішенням селище Іванків отримав у посесію у 1590 року козацький старшина Войтих Чановицький. Згодом, за участь у повстанні проти польської шляхти, Войтих Чановицький був позбавлений цієї власності. Натомість село як винагороду за придушення цього повстання (під проводом Наливайка) отримав у 1596 році польський коронний гетьман Станіслав Жолкевський. Наступною власницею Іванкова стала донька Жолкевського Софія Данилович.
Багатими землями на Лівобережжі прагнули володіти також київські монастирі. Між ними та коронними ставлениками точилася боротьба. 1629 року монахи Київського Пустинно-Микільського монастиря скаржилися на Софію Данилович королю польському, що вона володіла монастирськими землями незаконно. Але ця скарга залишилася без відповіді. 1630 року під час повстання Тараса Федоровича (Трясила) Іванків і навколишні села були спалені повстанцями. 1687 року гетьман Іван Мазепа віддав село у володіння Печерському дівочому монастирю. Зрештою воно стало власністю казни.
За часів Гетьманщини Іванків адміністративно належав до складу Бориспільської сотні Переяславського полку, а з 1752 року — Київського полку. Пізніше село перебувало в складі Остерського повіту спочатку Київського намісництва, а з 1802 року — того ж повіту Чернігівської губернії.
За описом Київського намісництва 1781 року в Іванкові налічувалось 238 подвір'їв. За описом 1787 року в селі проживало 1003 душі. Було у володінні різного звання «казених людей», козаків і власника — полкового хорунжого Максима Афендика.
Село позначено на мапі 1800 року.
У другій половині XIX століття населення Іванкова становили казенні селяни і козаки. Село підпорядковувалося Бориспільському волосному правлінню. У селі було дві церкви: Преображенська та Онуфрієвська. 1861 року на громадському сході селян було ухвалено відкрити церковноприходську школу, яку вони зобов'язувалися утримувати своїм коштом щорічно з кожного господаря 20 копійок сріблом і для опалення по 10 кулів або по одному возу тертої соломи.
За даними 1859 року в селі Іванкові налічувалось 288 подвір'їв, проживало 1720 осіб, діяло дві церкви.
В енциклопедичному словнику видання 1913 року даються такі відомості про село Іванків: жителів 3457 осіб, дві церкви, школа, промислові і торговельні підприємства. На той час у селі було дві олійниці, вовнодерка, круподерка, парова молотарка, п'ять кузень, 38 млинів-вітряків. Наприкінці XIX — на початку XX століття Іванків був центром волості, до якої належали сусідні села: Кучаків, Лебедин і Сеньківка. Населення волості складало 7296 осіб.
За переписом 1926 року, Іванків — село Бориспільського району, адміністративний центр сільської ради, до якої входили хутори Лебединщина та Підгайне. Населення разом з хуторами становило 4029 осіб. 1928 року в селі створено перше колективне господарство «Комунар», у 1929—1930 роках — три колгоспи: «ім. Будьонного», «ім. Шевченка», «9 Січня». Під час голодомору 1932—1933 років в селі померло від голоду 273 людини..

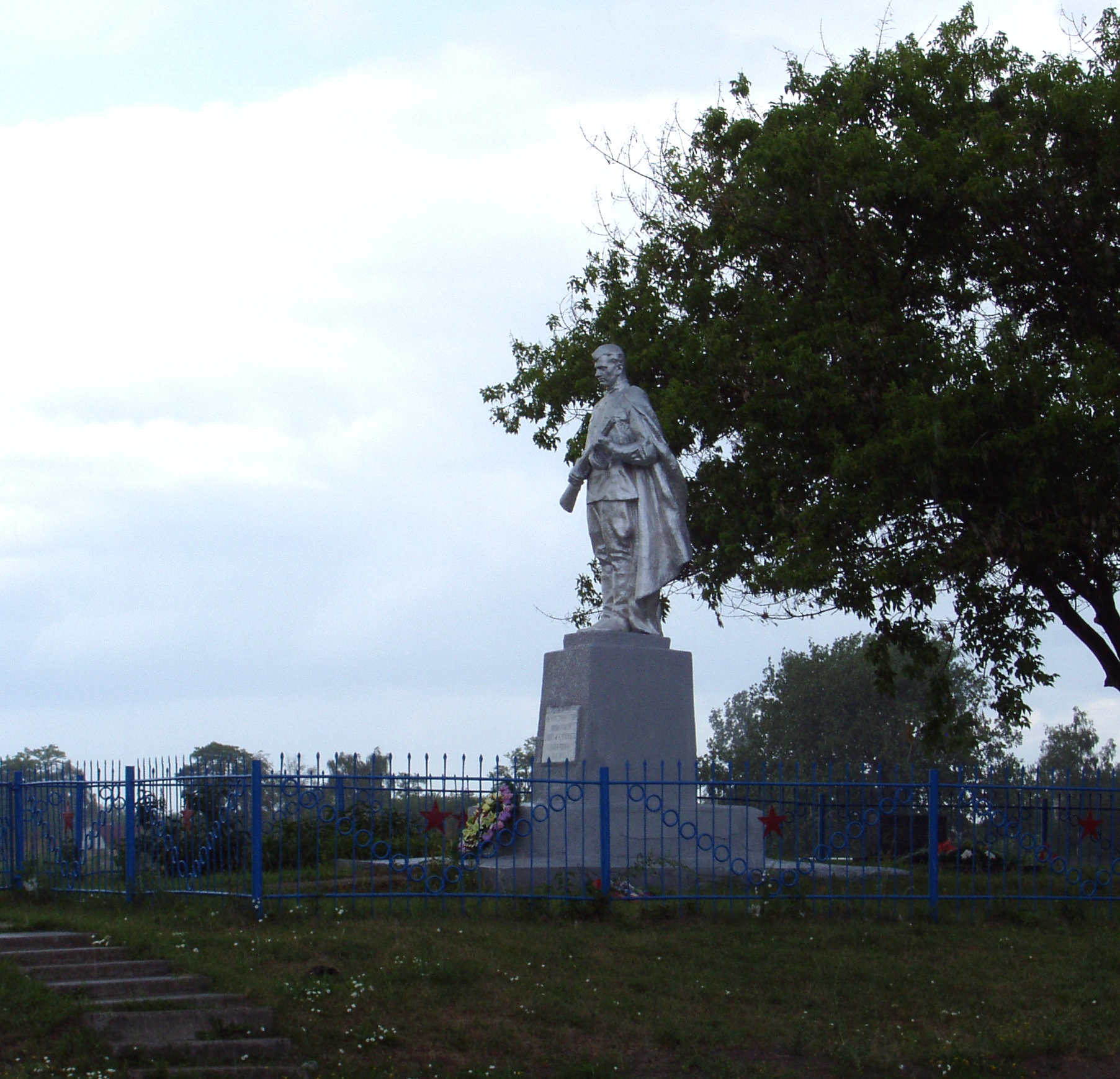
Братська могила полеглих воїнів у роки німецько-радянської війни в 1941-1945 рр.

У вересні 1941 року, під час німецько-радянської війни, розгорнулися жорстокі бої в районі Іванкова, коли тут проходив шлях відступу радянських військ з Києва. Безпосередню участь у них брали моряки Дніпровського загону Пінської флотилії. Тисячі бійців загинуло, пробиваючи собі шлях на схід, намагаючись вирватися з оточення. Під окупацією село перебувало два роки — з вересня 1941 по вересень 1943 року. За два роки відправлено до Німеччини 83 мешканців села, закатовано 24 особи.

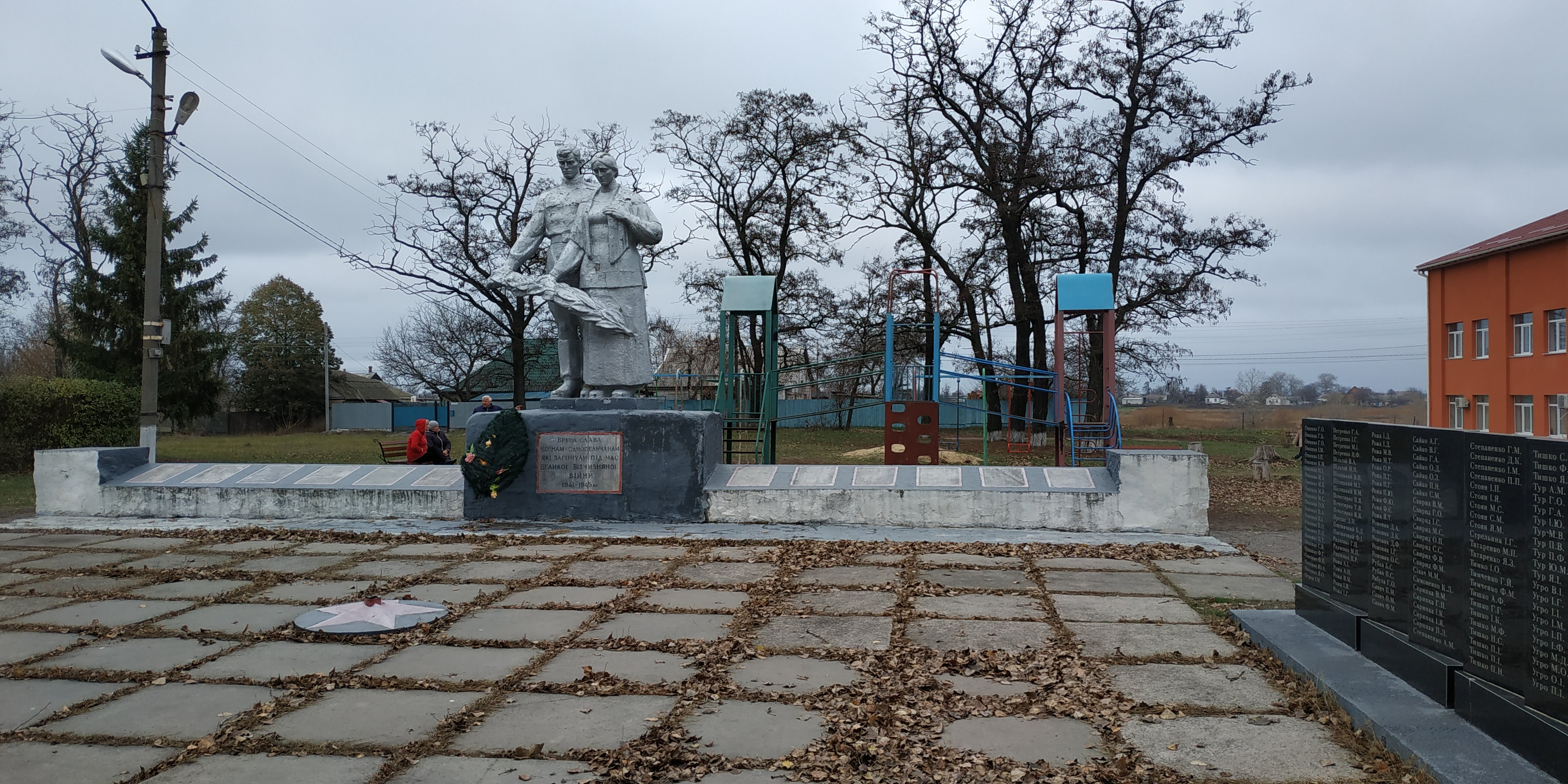
Меморіальний комплекс загиблим односельцям у роки німецько-радянської війни 1941-1945 рр.

Після війни село поступово розбудовувалося. 1950 року три колгоспи були об'єднані в колгосп «Правда». На його базі 1961 року створено птахофабрику. 1974 року відбувся розподіл на два господарства — птахофабрику і радгосп «Побєда». 1989 року ці два господарства об'єдналися в птахорадгосп «Іванківський».
Наприкінці XX століття в селі налічувалося 1313 домогосподарств  та понад 3 тисячі жителів.

## Населення

### Мова
Розподіл населення за рідною мовою за даними перепису 2001 року:
| Мова            | Кількість | Відсоток |
| --------------- | --------- | -------- |
| українська      | 3325      | 97.02%   |
| російська       | 89        | 2.60%    |
| циганська       | 4         | 0.12%    |
| білоруська      | 3         | 0.09%    |
| румунська       | 2         | 0.06%    |
| вірменська      | 1         | 0.03%    |
| інші/не вказали | 3         | 0.08%    |
| Усього          | 3427      | 100%     |

## Об'єкти соціальної інфраструктури
- Ліцей.
- Дитячий садок.
- Будинок культури.
- Бібліотека.
- Музей історії села.
- Лікарня.
- Декілька крамниць.

## Особисиості
Уродженці села:
- Швець Василь Степанович (1918—1993) — український поет.
- Симоненко Іван Олександрович (нар. 1943) — радянський і український актор та кінорежисер.
- Татаренко Володимир Борисович (нар. 1956) — державний службовець, музейник. Заслужений журналіст України.